# 贝尔纳·厄韦尔曼斯
贝尔纳·厄韦尔曼斯（法語：Bernard Heuvelmans；1916年10月10日—2001年8月22日），法国著名動物學家，被尊稱為「神秘動物學之父」（The Father of Cryptozoology）。

## 生涯
厄韦尔曼斯自年輕時就對神祕生物懷有好感，主要是讀了儒勒·凡爾納的《海底兩萬里》和柯南道爾的《失落的世界》所啟發的。
1948年1月3日《美國週末晚報》發表了〈恐龍可能還存在〉的文章後，促使厄韦尔曼斯開始投入神秘生物的相關研究，並在1955年出版了《尋找未知動物》（On the Track of Unknown Animals），并為這門學說取名为「神秘動物學」（Cryptozoology）。
1975年，厄韦尔曼斯成立「神秘動物學中心」，亦在1982年參加了華盛頓特區美国国立自然历史博物馆舉辦的「國際神秘動物學協會」大會。

## 外部連結
- Obituary（页面存档备份，存于）
- Unknown Explorers（页面存档备份，存于） Biography
- Institut Virtuel de Cryptozoologie（页面存档备份，存于）
- Biography in French
- The Centre for Fortean Zoology（页面存档备份，存于）